# 臺灣光復致敬團
臺灣光復致敬團成立於1946年8月，乃是由臺灣仕紳組成，前往中國大陸與國民政府溝通的民間團體，其主要目的除了對國民政府所宣稱「臺灣光復」表示「感謝」之意，亦有溝通兩岸政情的作用。

## 歷史

### 背景
1895年4月17日（光緒二十一年三月二十三日）日本當地時間上午11時40分，清日兩國的全權代表在春帆樓二樓簽署了《日清媾和條約》，即《馬關條約》，將臺灣割讓給日本。
50年後，1945年8月15日（民國三十四年），二戰失敗的日本宣佈無條件投降。同年10月25日，在臺日軍的受降典禮於臺北公會堂舉行，中華民國政府稱此事件為「臺灣光復」，臺灣正式進入戰後時期。
1946年8月，臺灣知名人士丘念臺倡議由臺灣當地仕紳數名組團前往大陆，對國民政府將臺灣重新納入中國領土並結束戰爭狀態表示感謝。
丘念臺定名為「感恩團」的這一支隊伍，除了上述的致謝用意外，也有溝通兩岸政情的作用。經商討研議後，該團由省議員林獻堂擔任團長，團員及其工作人員分別為李建興、林叔桓、鐘番、黃朝清、姜振驤、張吉甫、葉榮鐘、陳逸松、林為恭、丘念臺、陳炘、陳宰衡、李德松、林憲等合計十五名。
感恩團名單確定後，經該團成員商討後，決定取消「感恩團」名稱，改為「臺灣光復致敬團」，而「光復」即為「臺灣光榮回復到中國領土」。
除此，籌組過程中該團主導人丘念臺同時與當時臺灣地方政府臺灣省行政長官公署的行政長官陳儀研商相關事宜。陳儀因顧慮統治領導地位受到挑戰等因素，要求該團團長不得由林獻堂擔任並剔除名單中爭議性較大的陳炘，不過兩項要求均遭到致敬團拒絕。在兩方討論後，陳儀勉為接受此致敬團的成立，並轉而全力支持。不但如此，還特地以該團的「光復」名稱，宣佈每年10月25日為臺灣光復節。

### 行程
光復致敬團敲定成員與細節後，於8月27日前往上海。並由上海轉南京等地。主要行程如下:
- 拜會：除拜會中央部會成員、軍方人士、地方首長、黨政要員，也訪問了上海及南京的台灣同鄉會，及位在上海、南京、西安等地的福建、廣東同鄉會。[1]
- 遙祭黃陵：此行程主要是以台灣人也是炎黃子孫為發想，原安排至黃帝陵祭拜，由於黃帝陵近共軍延安基地，無法保障團員安全，乃改採至耀縣遙祭方式。[1]主祭官為李建興[3]。
- 面見蔣中正：主要為成員欲表達近期台灣近況，台人失業嚴重與物價騰貴的情況。[1]
- 時事話題：當時適逢國共會談之際，雙方媒體爭鳴，兩方見解各開始出現擁護者，同時，懲治漢奸也是當時重要的議題。[4][1]
- 為台灣人發聲：致敬團為傳達台人在日治時期的艱難立場，並不忘祖國的情懷，希望政府將日人的產業交由台灣人經營，以減少失業率，抗日入獄的李建興並表示，台灣人在日本統治五十年來與日本通婚者僅有300餘人，而祖國的神祇、祭祖，依農曆節期祭拜，農時也相同，期望光復後將日本文化一掃而空。[1][5]

該團不但祭祀黃帝陵，也面見時任國民政府主席蔣中正（以及國民政府軍事委員會委員長與中國國民黨總裁）及白崇禧、何應欽等軍界人士。並由林獻堂代表臺灣人士捐贈五千萬法幣。而該致敬團滯留大陆做全面性溝通與觀察，直至同年10月才返臺。